# Stefan Hormuth

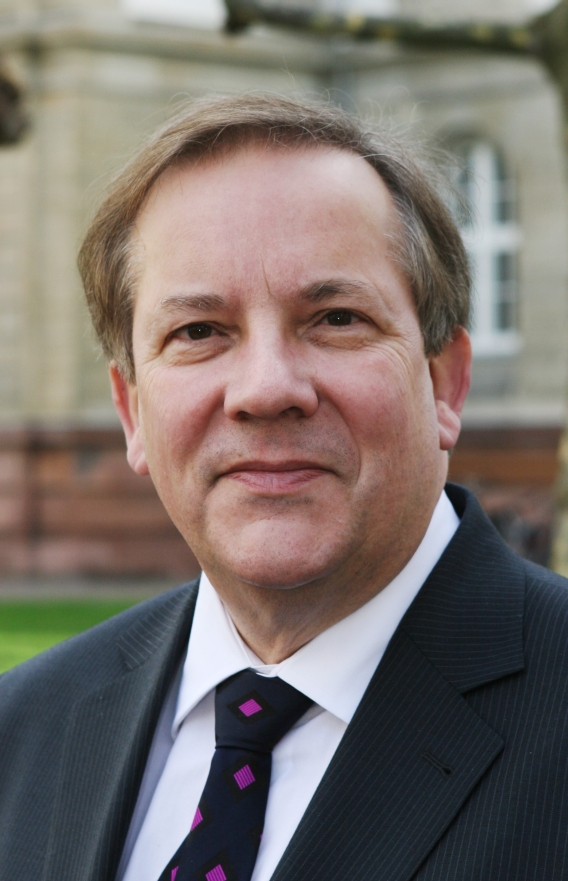
Stefan Hormuth in 2007

Stefan E. Hormuth (Heidelberg, 29 november 1949 - aldaar, 21 februari 2010) was een Duits sociaal psycholoog.
Na studies in Heidelberg en Austin behaalde Stefan Hormuth in 1975 het diploma psychologie aan de universiteit van Heidelberg. Met een beurs van de DAAD (Deutscher Akademischer Austauschdienst - Duits academisch uitwisselingsprogramma) voor de universiteit van Texas in Austin ging hij terug naar de Verenigde Staten en promoveerde daar in 1979.
Van 1979 tot 1981 werkte hij als "postdoctoral fellow" in de sociale psychologie aan de Northwestern-universiteit in Evanston (Illinois). Vervolgens was hij werkzaam als assistent sociale en ecologische psychologie aan de universiteit van Heidelberg. Hij werd daar in 1987 professor ecologische en sociale psychologie. In 1990 werd hij hoogleraar sociale psychologie aan de universiteit van Gießen. Van 1993 tot 1997 was hij in hetzelfde vak actief aan de Technische Universiteit Dresden. Hij deed onderzoek naar zuivere en toegepaste vraagstukken over de veranderingen van de verhouding tussen de mens en zijn omgeving.
Tijdens het studentenprotest in Gießen in december 1997, werd hij verkozen tot voorzitter van de Justus-Liebig-Universiteit van Gießen. Hij bleef dit tot december 2009. Hij was in die functie bedrijvig in talrijke functies en gremia voor de internationalisering van het Duits hoger onderwijs. Van 2001 tot 2007 was Stefan Hormuth ondervoorzitter voor internationale aangelegenheden van de conferentie van rectoren en werd in 2007 voorzitter van de DAAD.

## Werken
- Individuelle Entwicklung, Bildung und Berufsverläufe. Leske und Budrich, Opladen 1996, ISBN 3-8100-1639-X
- Psychologie im Abfallbereich. Design-Center Stuttgart, Stuttgart 1991
- The ecology of the self. Relocation and self-concept change. Cambridge University Press, Cambridge 1990.

Als uitgever
- Sozialpsychologie der Einstellungsänderung. Neue Wissenschaftliche Bibliothek, Band 106. Athenäum Hain Scriptor Hanstein, Königstein/Taunus 1979, ISBN 3-445-01896-0